# Rim Tim Tagi Dim
«Rim Tim Tagi Dim» — песня хорватского певца Baby Lasagna, с которой он  представлял Хорватию на конкурсе песни «Евровидение-2024» в Мальмё (Швеция) после победы на национальном отборе Dora 2024. «Rim Tim Tagi Dim» описывается певцом как шутливая песня об экономической эмиграции молодых хорватов. Песня стала третьим синглом будущего дебютного сольного альбома Baby Lasagna — Demons and Mosquitoes — и была выпущена 12 января 2024 года на лейбле Virgin Music Group.

## О песне
«Rim Tim Tagi Dim» написана исключительно самим Пуришичем. По его словам, песня была написана им в своей спальне и вдохновлена возможностью устроиться на работу на круизный лайнер, от которой он отказался. Первоначально она должна была стать второстепенной песней для его будущего дебютного альбома Demons and Mosquitoes, но, осознав потенциал песни после того, как её прослушивания резко возросли, певец решил заявиться с ней на хорватский нацотбор на конкурс песни «Евровидение» Dora 2024.
В многочисленных интервью Пуришич утверждал, что песня вдохновлена массовым оттоком молодёжи, оставляющей Хорватию в поисках лучших возможностей в других странах. Для певца эта композиция является «юмористическим и лёгким подходом» к проблеме. Сам сингл рассказывает о молодом сельском парне, который покидает свою деревню в поисках лучшей жизни на чужбине; хоть он и приятно взволнован, его всё ещё мучает тревога из-за переезда. Пуришича также вдохновила его собственная тревога. В тексте «rim tim tagi dim» — это название вымышленного народного танца в родном селе парня. По звучанию трек сочетает в себе элементы техно, хэви-метала и поп-музыки. Он основан на семпле, взятом из Sounds of KSHMR Vol. 2 с платформы Splice.

## «Евровидение»

### Dora 2024
HRT, хорватская телекомпания, организовала конкурс Dora 2024 с 24 участниками, чтобы выбрать представителя Хорватии на конкурс песни «Евровидение-2024». Конкурс состоял из двух полуфиналов по 12 песен, кульминацией которых стал гранд-финал, в который из каждого полуфинала вышло по восемь песен. В финале победитель был выбран из комбинации голосов 50/50 зрителей и жюри.
2 января Пуришич был объявлен резервным участником на случай отказа кого-либо из основного состава. На следующий день Zsa Zsa отказалась от участия в конкурсе, а её место занял Пуришич. Во втором полуфинале, который состоялся 23 февраля, он выступал седьмым. Хореографию номера поставили Луана Кличич и Себастьян Жежелич, которые также принимали участие в нём в качестве бэк-танцоров, а также брат Пуришича Мартин, игравший на барабанах. В номере использовались хорватские народные элементы, такие как кружева, платки и стиральная доска, а Пуришич был одет в костюм, созданный Валентиной Плишко, с белыми мешковатыми рукавами, вдохновлённый хорватской традиционной одеждой. Эти рукава сравнили с теми, которые были у «Käärijä на Евровидении-2023».
Песне удалось пройти в гранд-финал, где Пуришич выступал 14-м. После объявления результатов голосования в гранд-финале 25 февраля стало известно, что песня выиграла конкурс, как по голосам жюри, так и телезрителей, набрав в общей сложности 321 балл, что на 239 больше, чем «Lying Eyes» Винко Чемераша, занявшего второе место. В результате Пуришич с песней «Rim Tim Tagi Dim» получил право представлять Хорватию на конкурсе песни «Евровидение-2024».

### На «Евровидении»
Конкурс песни «Евровидение-2024» прошёл на Мальмё-Арене в Мальмё (Швеция) и включала два полуфинала, которые состоялся 7 и 9 мая соответственно, и финал 11 мая 2024 года. Во время жеребьёвки 30 января 2024 года Хорватия попала в первую половину шоу первого полуфинала.
Позже стало известно, что Пуришич выступил в полуфинале седьмым после польской певицы Luna и перед Херой Бьёрк из Исландии. В выступлении Пуришича на Евровидении произошли некоторые изменения. Так, были созданы новые костюмы, которые в большей степени вдохновлены традиционной одеждой, а также маски для танцоров, вдохновлённые истрийскими кружевами. Мартина Пуришича на барабанах заменил Матия Клай.

## Критика
Песня получила относительную похвалу. В реакции на песню Уильям Ли Адамс и Кинан из Wiwibloggs похвалили её за композицию и текст. Адамс заявил относительно песни следующее: «Ничто здесь не кажется натянутым, банальным или шаблонным; чувствуется искренность…» . В статье для Index.hr Мартина Радош призвала Хорватское радио и телевидение (HRT) уволить тех, кто поместил Пуришича в резерв. В статье того же издания Йосип Бошняк написал: «Это необычный музыкальный оксюморон. Грустные будни в весёлых истрийских тонах». Песню похвалили хорватские исполнители Матко Елавич и Зорица Конджа вместе с журналисткой Ведраной Рудан.
В то же время Хрвое Хорват из Večernji list назвал эту песню худшей на Dora, сравнив её с работами Dead or Alive. Песню также сравнивали с «Cha Cha Cha» финского певца Käärijä и «Party in My Head» группы Pain; в ответ Пуришич выразил восхищение представителем Финляндии на Евровидении прошлого года. Сам Käärijä похвалил песню, назвав её «сумасшедшей».

## Видеоклип и продвижение
Видеоклип на песню выпущен 20 февраля 2024 года. Видео снято партнёршей Пуришича Элизабетой Ружич в её родной общине Каштелир-Лабинци. Согласно обзору газеты Jutarnji list, в видеоклипе показан сельский житель в окружении других сельчан и сельскохозяйственных животных, эмигрирующий из Хорватии в поисках лучшей жизни.

### Продвижение
Победа песни на Доре привела к возникновению тренда в TikTok, когда пользователи воссоздавали часть хореографии номера. Среди тех, кто принял участие в этом тренде, — хорватские депутаты Европейского парламента Вальтер Флего, Биляна Борзан и Предраг Матич, а также Ясенка Аугуштан-Пентек, мэр Златора. 9 марта 2024 года Пуришич посетил Международную выставку кошек, организованную в Загребе Ассоциацией хорватских фелинологических обществ (SFDH) после того, как одна из строк песни о мяуканье кота (Meow, cat, please, meow back) начала набирать популярность.
22 марта Пуришич исполнил песню на 30-й церемонии вручения премии Večernjakova ruža. Для дальнейшего продвижения песни Пуришич объявил о своём участии в евро-вечеринках: Eurovision in Concert в Амстердаме, PrePartyES в Мадриде и London Eurovision Party в Лондоне. Во время своего визита в Нидерланды Пуришич также исполнил эту песню 12 апреля в голландском ток-шоу Beau.
8 апреля Хорватское радио и телевидение (HRT) пригласило фанатов со всей страны на публичное танцевальное мероприятие, на котором их снимали танцующими под песню, чтобы выразить поддержку Пуришичу. Мероприятие, которое HRT записало для телевидения и социальных сетей, состоялось 13 апреля в пяти хорватских городах — Загребе, Задаре, Умаге, Осиеке и Сплите. Около 150 танцоров поставили своё выступление для съёмок в Умаге, к мероприятию также присоединились бэк-танцоры Пуришича Луана Кличич и Себастьян Жежелич. В тот же день HRT опубликовала фотографии и видео танцующих фанатов, которые также транслировались в передаче «Dnevnik», центральной новостной программе HRT. 16 апреля HRT выпустила музыкальное видео под названием «Hrvatska pleše Rim Tim Tagi Dim» (Хорватия танцует под Rim Tim Tagi Dim). В видео собраны кадры танцев фанатов на пяти мероприятиях, а также несколько других записей, представленных фанатами HRT, среди которых были видеоролики, сделанные сотрудниками Hrvatska pošta, Хорватского национального театра в Загребе, Пожарной службы Загреба, Министерства внутренних дел Хорватии и членами его Полицейской академии, а также нескольких туристических агентств по всей Хорватии.

## Коммерческий успех
До Доры «Rim Tim Tagi Dim» дебютировала под номером 24 в HR Top 40 от 14 января 2024 года, а на следующей неделе достигла четвёртой позиции. После триумфа на Доре она достигла вершины чарта, датированного 3 марта 2024 года. Трек также дебютировал на второй строчке в чарте Billboard Croatia Songs от 9 марта 2024 года после «Fantazija» Grše и Miach.

## Кавер-версии
26 февраля, на следующий день после финала «Доры», Vatrogasci выпустили пародийный кавер на хорватском языке на «Rim Tim Tagi Dim» под названием «Rim Tu Tiki Tiki».

## Чарты
| Чарт (2024)          | Высшая позиция |
| -------------------- | -------------- |
| Хорватия (Billboard) | 1              |
| Хорватия (HR Top 40) | 1              |

## История релиза
| Страна | Дата                | Формат(ы)                  | Лейбл              | Ссылка |
| ------ | ------------------- | -------------------------- | ------------------ | ------ |
| Мир    | 12 января 2024 года | Цифровые загрузки стриминг | Virgin Music Group | [ 57 ] |